# Skagway
Skagway est une ville et un borough du sud-est de l'Alaska qui comptait 862 habitants en 2000.

## Présentation

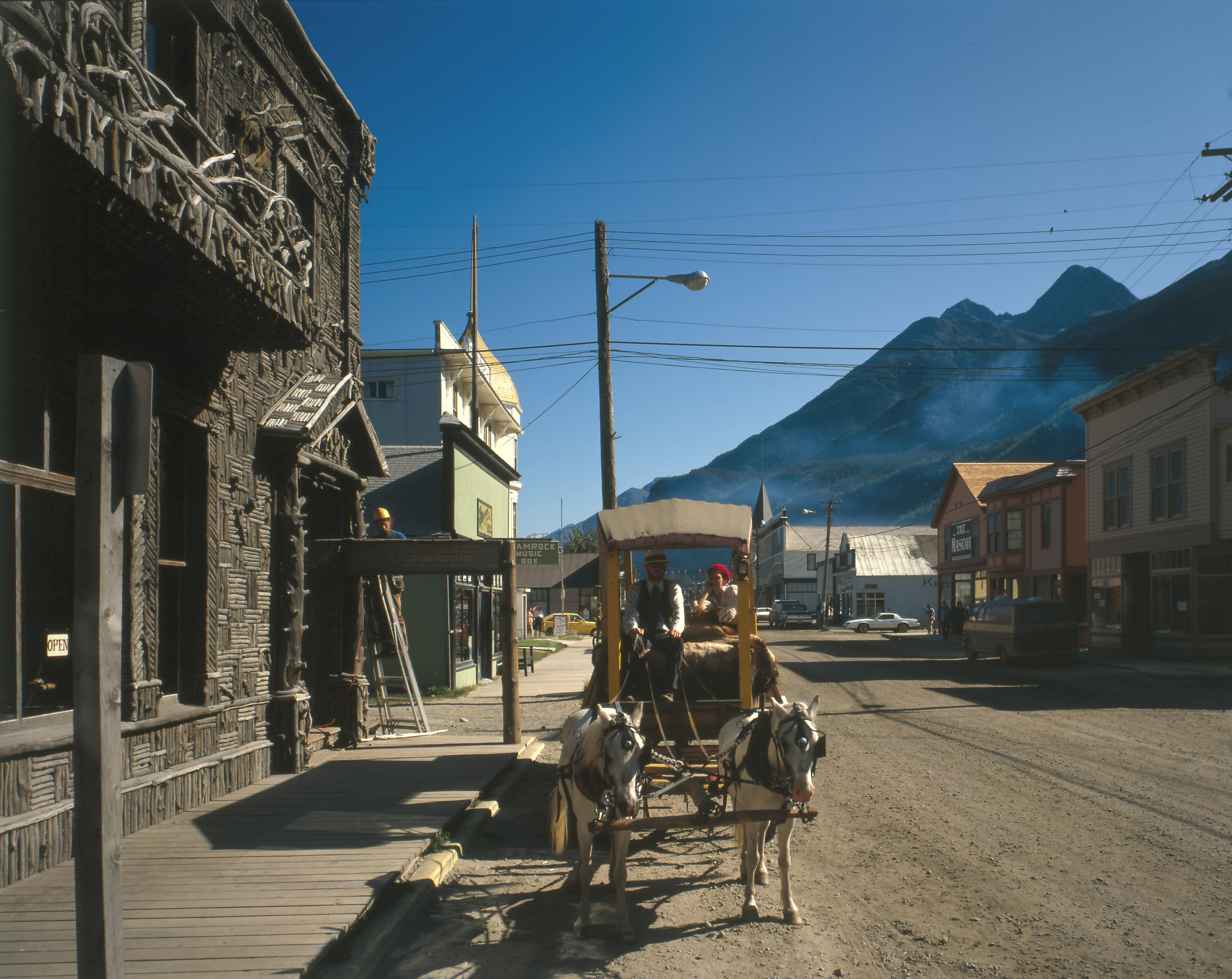
Broadway avenue, Skagway.

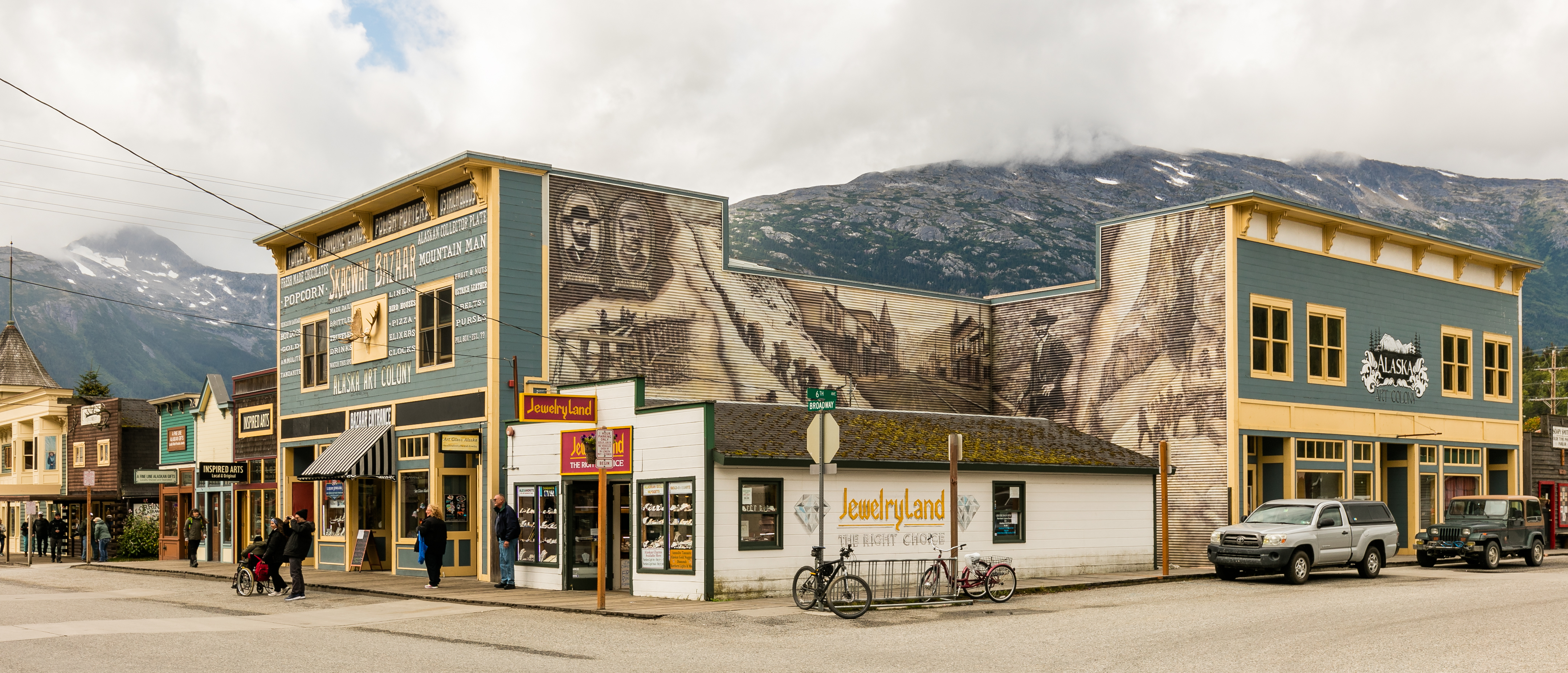
Centre historique de Skagway. Août 2017.

Le nom de la ville vient du mot « Skagway » qui veut dire « ville du vent » dans la langue autochtone locale.
La ville constitue une étape populaire des navires de croisières passant dans la région et le tourisme représente une part importante de l'économie de la ville.
Le seul accès routier se fait par la Klondike Highway qui passe par le Yukon. Cependant, le ferry de la Alaska Marine Highway relie Skagway à Prince Rupert (Colombie-Britannique), Bellingham (Washington) ainsi que d'autres endroits en Alaska comme Juneau, la capitale.

## Géographie
La ville se situe au fond du Chilkoot Inlet, un bras de mer constituant l'extrémité nord des eaux côtières de l'Alaska du Sud-Est et de la Colombie-Britannique. Les monts de la chaîne Saint-Élie dominent la cité.

### Démographie
| 1900  | 1910 | 1920 | 1930 | 1940 | 1950 |
| ----- | ---- | ---- | ---- | ---- | ---- |
| 3 117 | 872  | 494  | 492  | 634  | 758  |

| 1960 | 1970 | 1980 | 1990 | 2000 | 2010 |
| ---- | ---- | ---- | ---- | ---- | ---- |
| 659  | 675  | 768  | 692  | 862  | 968  |

### Climat
| Mois                                  | jan.     | fév.     | mars     | avril    | mai     | juin    | jui.    | août    | sep.    | oct.     | nov.     | déc.     | année    |
| ------------------------------------- | -------- | -------- | -------- | -------- | ------- | ------- | ------- | ------- | ------- | -------- | -------- | -------- | -------- |
| Température minimale moyenne (°C)     | −5,4     | −3,8     | −2,3     | 1,8      | 5,9     | 9,6     | 11,1    | 10,6    | 7,8     | 3,8      | −1,2     | −3,5     | 2,9      |
| Température moyenne (°C)              | −3,1     | −1,2     | 0,8      | 5,7      | 10,2    | 13,4    | 14,6    | 14      | 10,9    | 6,4      | 1,1      | −1,3     | 5,9      |
| Température maximale moyenne (°C)     | −0,7     | 1,5      | 3,9      | 9,6      | 14,5    | 17,2    | 18,1    | 17,4    | 13,9    | 8,9      | 3,3      | 1        | 9,1      |
| Record de froid (°C) date du record   | −29 1906 | −31 1947 | −23 1900 | −14 1927 | −6 1952 | −5 1971 | −5 1971 | −5 1971 | −7 1983 | −13 1984 | −21 1985 | −30 1917 | −31 1947 |
| Record de chaleur (°C) date du record | 14 2019  | 15 1992  | 18 2019  | 24 2003  | 28 1968 | 32 2000 | 33 1972 | 34 2017 | 28 1957 | 20 1969  | 15 1970  | 14 1898  | 34 2017  |
| Précipitations (mm)                   | 55,1     | 37,3     | 38,6     | 31,5     | 27,2    | 29,5    | 35,1    | 59,7    | 98,8    | 91,4     | 64,8     | 70,6     | 639,6    |
| dont neige (cm)                       | 34,8     | 29,5     | 20,1     | 5,3      | 0       | 0       | 0       | 0       | 0       | 3,6      | 20,6     | 36,6     | 150,5    |
| Nombre de jours avec précipitations   | 12,9     | 10,3     | 10,7     | 10,1     | 9,4     | 10      | 10,7    | 13,9    | 17,4    | 17,4     | 14,2     | 13,7     | 150,7    |
| Nombre de jours avec neige            | 6,9      | 4,9      | 3,9      | 0,8      | 0       | 0       | 0       | 0       | 0       | 0,4      | 3,8      | 7,3      | 28       |

## Au cinéma
C'est dans la ville de Skagway que se déroule, en 1896, une partie de l'action du film d’Anthony Mann de 1954, Je suis un aventurier (en anglais : The Far Country) avec James Stewart.
Une partie du film L'Appel de la forêt sorti en 2020 se déroule à Skagway.